# Luitzen Egbertus Jan Brouwer
Luitzen Egbertus Jan Brouwer (n. 27 februarie 1881, Overschie⁠(d), Olanda de Sud, Țările de Jos – d. 2 decembrie 1966, Blaricum, Olanda de Nord, Țările de Jos) a fost un matematician neerlandez, cunoscut mai ales pentru contribuțiile sale în domeniile: topologie, teoria mulțimilor, teoria măsurii, analiză complexă, dar și pentru preocupările sale privind legătura dintre matematică și logică și contribuții aduse în cadrul filozofiei matematicii.
În opoziție cu formalismul lui David Hilbert, în cadrul filozofiei matematicii, Brouwer cultivă intuiționismul.

## Biografie
S-a născut în localitatea Overschie (lângă Rotterdam).
Intră la Universitatea din Amsterdam, unde, la Facultatea de Matematică și Științe naturale, are ca profesori pe fizicianul Johannes Diderik van der Waals, biologul Hugo de Vries și matematicianul Diederik Johannes Korteweg.

## Opera

### Filozofia matematicii
În filozofia matematicii, a introdus conceptele numite astăzi intuiționism și neointuiționism într-un sistem de principii cu scopul de a reconsidera în mod critic întreaga matematică clasică, opunându-i acesteia așa-numita matematică intuiționistă.
În cadrul acestei doctrine, a atacat teoria numerelor transfinite a lui Georg Cantor, logistica lui Giuseppe Peano și Bertrand Russel, precum și ideile lui David Hilbert relativ la fundamentele matematicii.
Încercând să definească ideea de număr, Brouwer susține că "matematica este mai mult acțiune decât teorie", și mai departe: "matematica este identică cu partea exactă a gândirii noastre".
În legătură cu negarea axiomei logice a terțului exclus, contestarea valabilității o face nu numai în privința propozițiilor existențiale despre șirurile de numere, dar și în privința propozițiilor existențiale despre numerele naturale.

### Alte contribuții
Brouwer a demonstrat o serie de teoreme care au fost deschizătoare de drumuri în topologie, domeniu ce, pe atunci, era în curs de apariție. Unul dintre cele mai celebre rezultate îl constituie demonstrarea invarianței topologice a dimensiunii.
A studiat o clasă particulară de spații metrice, așa-numitele spații compacte catalogate și a elaborat teoria intuiționistă a integralei lui Lebesgue.
A definit riguros noțiunea de suprafață riemanniană.
Brouwer a studiat algebra logicii lui George Boole.
A pus problema caracterizării topologice a funcțiilor analitice, cu care s-a ocupat apoi în mod special Simion Stoilow.
Brouwer a distins pentru prima dată în teoria funcțiilor elementele metrice de cele topologice.
Mai mult, a pus bazele unificării topologiei asambliste cu topologia combinatorie.
Prin aceasta, Brouwer a demonstrat o serie de teoreme fundamentale, ca: teorema de invarianță a dimensiunii, teorema de invarianță a domeniului, teorema de punct fix (care îi poartă numele).

### Scrieri
- 1925 - 1926: Zur Begründung des intuitionistischen Mathematik
- 1919: Intuitionistische Mengenlehre
- 1928: Intuitionistische Betrachtungen über den Formalismus
- 1921: Über Definitionbereiche von Funktionen
- 1929: Wissenschaft, Mathematik und Sprache.